# Saïx
Saïx é uma comuna francesa na região administrativa da Occitânia, no departamento de Tarn. Estende-se por uma área de 13.79 km², e possui 3.589 habitantes, segundo o censo de 2018, com uma densidade de 260 hab/km².